# 핼 더글러스
핼 더글러스(영어: Hal Douglas, 1924년 9월 1일 ~ 2014년 3월 7일)는 미국의 배우이다. 다수의 할리우드 영화 예고편의 목소리를 맡았다.
2014년 3월 7일 췌장암으로 세상을 떠났다.

## 출연 작품
- 로맨틱 홀리데이 (2006)
- 워터월드 (1995)